# Ridha Saïdi
Ridha Saïdi, né le 24 novembre 1962 à Menzel Bourguiba, est un ingénieur et homme politique tunisien. Il est ministre auprès du Premier ministre, chargé du Dossier économique dans le gouvernement de Hamadi Jebali puis dans celui d'Ali Larayedh.

## Biographie
Ridha Saïdi étudie à l'École nationale d'ingénieurs de Tunis, où il obtient un diplôme d'ingénieur et un master en management qualité et productivité. Il est d'abord président de la base du Nord-Ouest pour le transfert d'électricité à la Société tunisienne de l'électricité et du gaz. Il est également ingénieur conseiller au sein d'un bureau d'études en ingénierie. En 2009, il publie l'étude analythique Économie nationale : réalité et perspectives.
Il appartient au mouvement islamiste Ennahdha, où il est chargé des études et de la planification. Il est également l'un des membres fondateurs de l'Union générale tunisienne des étudiants et un militant en faveur des droits de l'homme. Le 24 novembre 2011, il est nommé ministre auprès du Premier ministre, chargé du Dossier économique, dans le gouvernement de Hamadi Jebali et reconduit dans celui d'Ali Larayedh.
Il a été scout.